# Gibson Flying V
Gibson Flying V je model kytary, který firma Gibson představila v roce 1958, ale v roce 1959 byla kvůli malému zájmu stažena z prodeje. Má se za to, že v této době bylo vyrobeno pouze přibližně 100 kusů kytar. Až později byla doceněna a od roku 1967 až dodnes znovu vyráběna.
Kytara má silný a ostrý zvuk, hlavně díky dvěma humbuckerům. Má kobylku tune-o-matic patentovanou firmou Gibson v roce 1952 a napínač strun Stopbar.
Zpočátku tento model používali bluesoví hudebníci, jako například Albert King. Později byla oblíbená především u metalových hudebníků (K. K. Downing, James Hetfield, Wolf Hoffmann, Kai Hansen a Dave Mustaine.) Dále je oblíbeným nástrojem hráčů jako Michael Schenker či Lonnie Mack. V jisté době ji používali i Jimi Hendrix a John Cale.
V roce 2020 byl o tomto modelu kytary natočen dokumentární film.